# Amaranthus sylvestris
Amaranthus sylvestris är en amarantväxtart som beskrevs av Dominique Villars. Amaranthus sylvestris ingår i släktet amaranter, och familjen amarantväxter. Inga underarter finns listade i Catalogue of Life.